# Mullus
Mullus ist eine von sechs Gattungen in der Familie der Meerbarben. Sie umfasst vier Arten. Ihr Lebensraum erstreckt sich vom südwestlichen über den östlichen Atlantik und das Mittelmeer bis zum Schwarzen Meer.

## Merkmale
Die Schnauze ist bei Mullus-Arten kurz und stumpf, so dass der Kopf von allen Meerbarbengattungen das steilste Profil besitzt. Der Oberkiefer ist bei erwachsenen Tieren zahnlos, das Pflugscharbein ist zu einer in der Mitte gefurchten Platte verbreitert und trägt stumpfe rundliche Zähne. Sie weisen keinen Dorn am Kiemendeckelrand oder Streifen auf der zweiten Rücken- oder der Schwanzflosse auf.

## Ernährung
Mullus-Arten jagen kleine Beutetiere, die sie aus sandigem oder schlammigem Untergrund aufwühlen.

## Arten
- Mullus argentinae Hubbs & Marini, 1933.
- Mullus auratus Jordan & Gilbert, 1882.
- Rote Meerbarbe (Mullus barbatus) Linnaeus, 1758.
- Streifenbarbe (Mullus surmuletus) Linnaeus, 1758.

Diese Arten sind im englischsprachigen Raum als mullets bekannt, sie werden nicht als gefährdet eingestuft.